# جونقان
جونـِقان مرکز بخش جونقان در شهرستان فارسان و استان چهارمحال و بختیاری است. این شهر در دل رشته کوه‌های زاگرس و در دامنه جنوبی قله جهانبین واقع شده است.

## وجه تسمیه
درباره وجه‌ تسمیه این‌ شهر آرای‌ گوناگونی‌ وجود دارد، از جمله‌ گفته‌ شده‌ است‌ که‌ اهالی آن‌ از اعقاب‌ ترکان‌ قشقایی بودند که‌ برای‌ تملک‌ مراتع‌ و چراگاه‌های شهر، درگیری‌های بسیاری‌ داشتند که‌ طی‌ آن‌ عده‌ای‌ از ترکان نیز کشته‌ شدند؛ از این‌رو، جونقان‌ به‌ معنای‌ محل‌ جاری‌شدن‌ خون‌ دانسته‌ شده‌ است‌ (در زبان ترکی‌، "قان‌" به‌ معنای‌ "خون‌" است‌). این‌ شهر به‌ زبان محلی ترکی «گینه‌کان‌» به‌ معنای‌ "سرزمین آفتاب" نیز خوانده‌ می‌شود.

## مردم

### زبان
طبق نوشته سایت ایران اطلس، مردمان جونقان از ایل قشقایی و زبان آنان ترکی قشقایی می باشد. همچنین فارسی زبانان و بختیاریها نیز در این شهر زندگی میکنند.در کتاب فرهنگ جغرافیایی ایران جونقان را شهری ترک زبان و شیعه دانسته است..زبان فعلی جونقان لری و ترکی است.

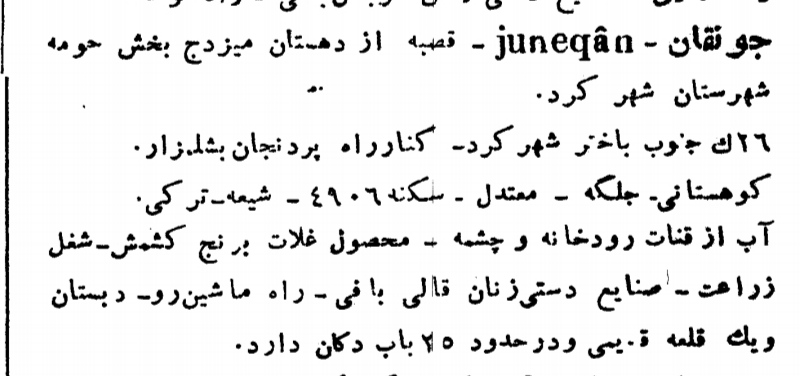
شهر جونقان در کتاب فرهنگ جغرافیایی ایران

### مردم
ساکنان فعلی جونقان از دو گروه بزرگ ترکها و بختیاری ها تشکیل شده اند. ترکها از قبایل قشقایی و ابیوردی یا بلوردی هستند و بختیاری ها شامل طوایف زنگنه ، اورک ، شالو ، اسیوند ، زراسوند و... می شوند.

## جمعیت
جمعیت این شهر بر پایه سرشماری عمومی نفوس و مسکن در سال ۱۳۹۵ جمعیت این شهر ۱۴٬۴۳۳ نفر (در ۴٬۱۵۴ خانوار) بوده است.

## اماکن گردشگری
مکان‌های دیدنی شهر جونقان عبارتند از:
حمام تاریخی کربلایی موسی
قلعه جونقان
آبشار کردیت
بنای طاق سنگی خان اوی (خانه خان)
چشمه‌های باغ رستم
چشمه بلبل
چشمه صالح
سنگ نوشته سراب (کوچ خوانین به سراب آذربایجان شرقی)
قزقلعه سی (قلعه دختر)
مین زر داشی (سنگ طلا)
قورد دلیگی (لانه گرگ)
کنده باخان (بام شهر)
پیرویس
باغهای بکان
پل قز جونقان (پل دختر)

## آثار تاریخی

### کتیبه سراب
سنگ نوشتهٔ سراب جونقان که بر فراز ارتفاعات جهان بین در کناره یکی از مسیرهای مربوط به جاده باستانی دزپارت بر روی صخره‌ای حکاکی گردیده و مربوط به زمان قاجاریه است. این سنگ نوشته در سال جلوس مظفر الدین شاه و در ماه فلکی میزان که برابر با مهرماه است و در اواسط ماه شعبان نوشته شده و موضوع آن دربارهٔ بیماری وبا و شیوع آن در تمام میزدج است که در آن حال گروهی از خوانین از جونقان کوچ و در شهرستان سراب آذربایجان شرقی سکنی گزیده‌اند. این سنگ نوشته در دامنهٔ کوه جهان بین و در کنار چشمهٔ سراب خودنمایی می‌کند.

### طاق سنگی خان اوی(خانه‌ی خان)
در نزدیکی شهر جونقان آثار بقایای جاده سنگفرش نردبانی دزپارت باقی‌مانده است که معرف هویت تجاری این شهر از قدیم‌ترین ازمنه بر سر راه تجاری فرهنگی و ارتباط دهنده منطقه مرکزی ایران به جلگه بین‌النهرین سفلی می‌باشد. همچنین به واسطهٔ کنترل آمد و شد در این جاده در نزدیکی این شهر، در کنار محل تلاقی دو سر شاخه رودخانه کارون، به نام‌های رودخانهٔ کلار و آب جونقان در ابتدای تنگ درکش ورکش آثار سنگی طاق سنگی در عرف محل، خان اوی (به ترکی به معنای خانهٔ خان) به چشم می‌خورد که بر اساس حفاری‌های باستان‌شناسی انجام شده، قدمت آن‌ها حد فاصل ادوار پیش از اسلام تا دورهٔ اتابکان را پوشش می‌دهد.

### قلعه جونقان
قلعه شخصی سردار اسعد بختیاری می‌باشد که بعد از بازگشت از فرانسه و اواخر دورهٔ قاجاریه با الهام از کاخ‌های اروپایی قرن نوزدهم میلادی احداث شد و از پایگاه‌های مشروطیت بود.

### آبشار کِرِدیت
آبشار کردیت که به عنوان وحشی‌ترین آبشار ایران شناخته می‌شود در مجاورت جاده جونقان-اردل و در تنگه درکش ورکش قرار گرفته است. بهترین زمان برای مشاهده این آبشار، فصل بهار می‌باشد چون حجم آب آن در فصول دیگر به شدت کاهش می‌یابد. این آبشار توسط رودخانه جونقان به رودخانه کاج و در نهایت به رود کارون می‌ریزد.

## مشاهیر
بیضای جونقانی